# Allowissadula holosericea
Allowissadula holosericea là một loài thực vật có hoa trong họ Cẩm quỳ. Loài này được (Scheele) D.M.Bates mô tả khoa học đầu tiên năm 1978.